# Pararge aestiva
Pararge aestiva är en fjärilsart som beskrevs av Turati och Krüger 1936. Pararge aestiva ingår i släktet Pararge och familjen praktfjärilar. Inga underarter finns listade i Catalogue of Life.